# Salonga Nemzeti Park
A Salonga Nemzeti Park a Kongói Demokratikus Köztársaságban, a Kongó-medencében helyezkedik el. A nemzeti park Afrika legnagyobb, egyben bolygónk második legnagyobb trópusi esőerdő borította természetvédelmi területe. A park területe 36 000 négyzetkilométer, melyet kisebb szavannás-erdős területekkel szabdalt esőerdő borít. Számos, csak itt található veszélyeztetett állatfaj élőhelye, ezek közé tartozik a törpe csimpánz, avagy bonobó (Pan paniscus), a kongói páva, az erdei elefánt és az afrikai páncélos krokodil. A Salonga Nemzeti Parkot 1984-ben felvették az UNESCO Világörökség Listájára. Az ország keleti részében folyó polgárháború eredményeképpen 1999-ben a veszélyeztetett világörökségi helyszínek listájára került. 2021-ben az UNESCO bizottsága úgy döntött, hogy a helyszín már nem veszélyeztetett.

## A Salonga Nemzeti Park megóvása
Az UNESCO világörökség listája a Kongói Demokratikus Köztársaság öt nemzeti parkját tartja nyilván, köztük a Salonga Nemzeti Parkkal. A parkok jellegzetessége a biológiai sokszínűség, az egyedülálló flóra és fauna. Az 1998-2003 között dúló polgárháború alatt, jelentős beavatkozás nélkül a parkok nagymértékű pusztulása volt várható. A parkok pusztulása magával vonta volna olyan állatfajok kipusztulását, mint például az okapi, az erdei elefánt és a bonobó. A veszélyeztetett világörökségi helyszínek biológiai sokszínűségének megóvása érdekében az UNF az UNESCO-n keresztül pénzügyi támogatást nyújtott a parkok személyzetének képzésére, motiválására és felszerelésére.

## Jellemzők
A park délkelet-északnyugati irányban folyó vízgyűjtők mentén elterülő két körzetből áll. Háromféle tereptípus jellemzi: a mély, mocsaras-erdős síkság, a folyami terasz, valamint a magasabban fekvő száraz plató. Mindegyik tereptípust jellegzetes növényzet borítja. Az északi körzetben, a Lomela és a Loile folyók között széles, kanyargós folyóvölgyek találhatók, mocsaras folyópartokkal. A keleti magasabban fekvő területeken a völgyek mélyebbek, a folyók akár 80 m magas sziklalak között is futnak. A déli körzet Luilaka és a Lula folyók között fekszik. A talajtakaró vékony humuszréteg, mely alatt agyagos-homokos réteg található.

## Éghajlat
Jellemzően egyenlítői kontinentális: meleg és párás, az évi átlagos csapadékmennyiség a park csaknem teljes területén 2000 mm, a déli részen némileg kevesebb, ahol júniustól augusztusig kissé szárazabb az éghajlat. Az eső többnyire felhőszakadás-szerű. Az átlagos relatív páratartalom 86%, mely az éjszaka során rendszerint telítetté válik, nappal viszont 77% körül állandósul. Az éjszakai középhőmérséklet 20 °C, a nappali 30 °C. Az évi átlagos középhőmérséklet 24,5 °C. A felhőtakaró délelőtt 10 óráig gyakran teljesen zárt, déltől délután 3-ig köd és eső lehetséges. Az égbolt éjszaka, hajnali 4-ig gyakran felhőmentes.

## Növényzet

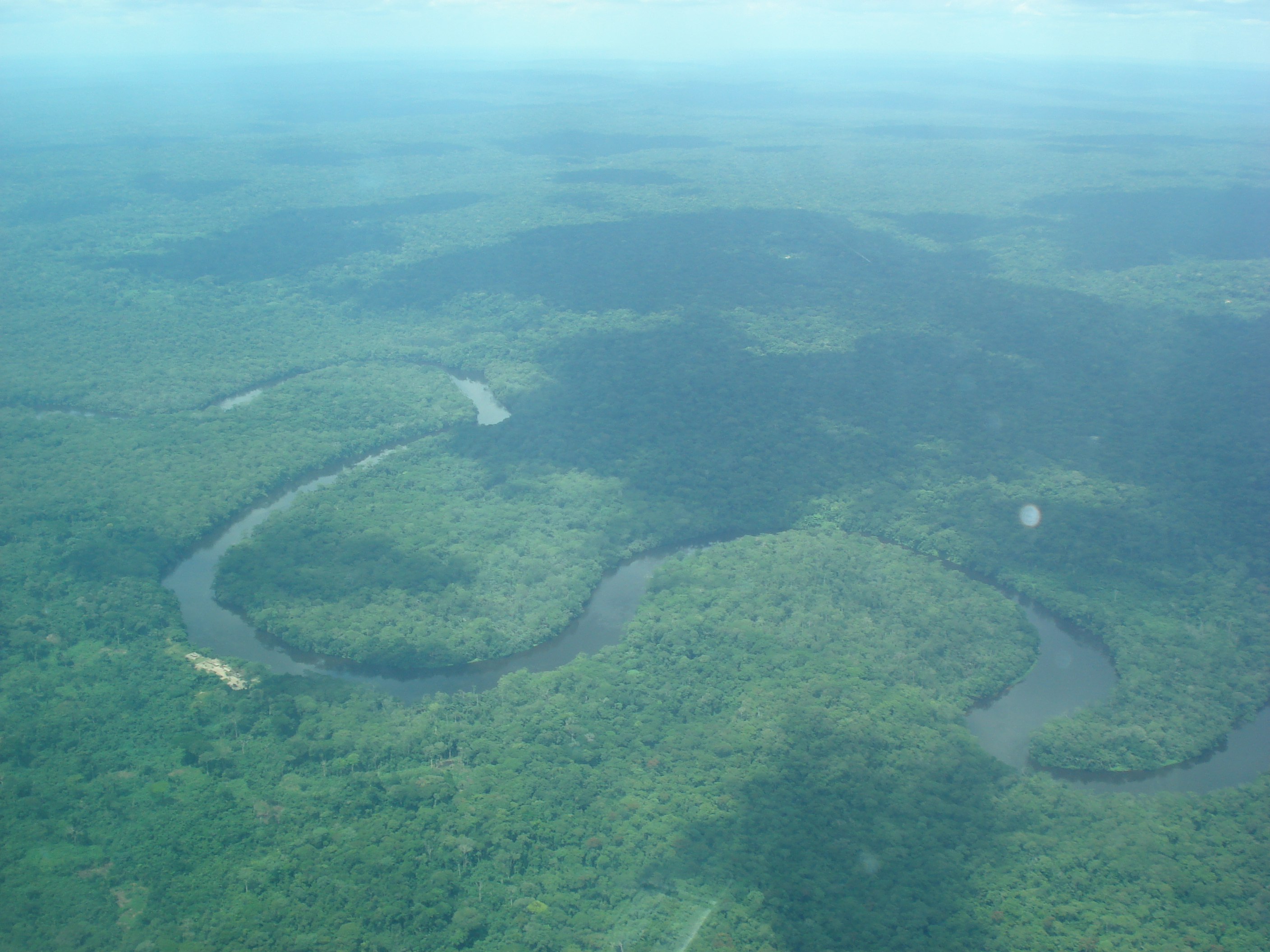
A Lukenie-folyó a Salonga-Lukenie-Sankuru esőerdőben

A Salonga Nemzeti Park a hatalmas Salonga-Lukenie-Sankuru esőerdő mintegy harmadán terül el, és a Föld második legnagyobb, csaknem érintetlen trópusi esőerdő borította természetvédelmi területe. Területének legnagyobb részét magas, akár 45 m-es egyenlítői erdő borítja, melynek összetétele a felszíni, talajtani viszonyoktól függően változik. A jellemző erdőtípusok, mocsári, folyó menti és száraz erdők. A síkságot örökzöld erdők borítják. A folyók közti terület csaknem teljes részét féllombhullató erdők borítják. A folyópartokon átmeneti növénytársulások találhatók. A park területének kevesebb, mint 0,5%-át füves területek borítják. A déli körzetben természetes, szavanna-szerű tisztások találhatók. Az ember által megbolygatott területeken másodlagos erdők hajtanak.

## Fauna
Az itt élő állatfajok közül talán a legfontosabb a bonobó, vagy törpe csimpánz (Pan paniscus), mely természetes környezetben egyedül a Kongói Demokratikus Köztársaságban él. Egyedszámuk 10 000 körül van. További főemlősök: az angolai kolobusz, a nyugati vöröskolobusz, a Thollon-vöröskolobusz , a csak itt élő üstökös mangábé, a mocsári cerkóf, az aranyhasú mangábé, a fehérarcú cerkóf, a pottó. A délen található szavannaszerű területeken több, a füves területeken honos faj él, például a sujtásos sakál, a szervál, a pusztai bóbitásantilop és a feketebegyű túzok.
Korábban az afrikai elefánt mindkét alfaja elterjedt volt a parkban. A barbár orvvadászatot csak kevés élte túl. További itt élő állatfajok: hosszúfarkú tobzoska, fehérhasú tobzoska, óriás tobzoska, kongói tömpeujjú-vidra, foltosnyakú vidra, leopárd, afrikai aranymacska, Ansorge-zebramanguszta, vízi cibetmacska, vörös bojtosfülű disznó, nílusi víziló, kék bóbitásantilop, sárgahátú bóbitásantilop, afrikai kancsil, szitutunga,  vörös bivaly. A hüllők közül többek közt az afrikai páncélos krokodil él a parkban.

## Természetvédelem
A Salonga Nemzeti Park Afrika legnagyobb, csaknem érintetlen trópusi esőerdő borította természetvédelmi területe. Élőhelye a legkülönbözőbb növény- és állatfajoknak, köztük számos, csak itt megtalálható fajnak, például a bonobónak, mely egyik oka volt a park létrejöttének. A park a Kongó-medence egyetlen olyan része, melyben a bonobó ténylegesen védett.

## Tudományos kutatás

### A kezdetek
A park nagy része még feltáratlan. 1973-1977 között a Kanadai Nemzetközi Fejlesztési Ügynökség felmérést készített a park állat- és növényállományáról. A Freiburgi Egyetem 1987-es expedíciója bonobókat fedezett fel a park északkeleti szélén. 1989-ben a Vadvédelmi Társaság (Wildlife Conservation Society - WCS) végezte el az első nagyszabású emlősfelmérést a park északi körzetében, elsősorban az elefántokra koncentrálva. 1987-ben a Salonga Nemzeti Parkot egy Közép-Afrikai erdei ökoszisztéma megőrzési projekt célterületéül (Écosystèmes Forestiers d'Afrique Centrale, ECOFAC) választották, a projektet az Európai Bizottság finanszírozta. Ennek végrehajtására M. Colyn (Rennes-i Egyetem, Franciaország) kutatóállomást létesített a park keleti szélén Botsimánál, ahol egyetemi kutató csoportok dolgoztak 1990-91-ben. 1994-ben együttműködés kezdődött a Lukuru Project és a Kongói Természetvédelmi Intézet (ICCN) között. A park déli körzetének délkeleti részében fekvő Dekese területen közösen tanulmányozták a növényzetet és az állatvilágot, elsősorban a bonobókra, közösségi kapcsolatokra és természetvédelmi oktatásra koncentrálva. Az 1990-es évek vége felé azonban a fegyveres vadorzók és a polgárháború mindenféle kutatást megakadályozott.
1988 óta a Milwaukee-Megyei Zoológiai Társaság (ZSM) a Bonobó Túlélési Program vezetője. 1995-ben publikálták akciótervüket a bonobók megmentésére (Action Plan for Pan paniscus) és 1996-óta, hacsak a háború éppen nem akadályozta meg őket, a ZSM – a „Bonobók és a kongói biodiverzitás” – terepi program keretében segítséget nyújtott az ICCN-nek a helyi terepi kutatók kiképzésében, a vadállomány felmérésében valamint folyamatos figyelésében. 1997-98-ban társfinanszírozója volt a park északi körzetének északi szélén folytatott két hónapos felmérésnek, melyet a Salonga Társaság és az Antwerpeni Zoológiai Társaság folytatott E. Van Krunkelsven vezetésével. A felmérés célja a bonobók és más nagyemlősök állapotának valamint eloszlásának meghatározása volt a területen. 2000 decembere és 2002 májusa között B. Inogwabini (ICCN/ZSM) folytatott további felmérést a háború által az állati populációkban okozott károk felbecslésére.

### Napjainkban
1998 március-áprilisában egy LWRP (Lukuru Vadkutatási Project) - ICCN csapat vezette az első bonobó/nagyemlős felmérést a déli körzetben és adatokat gyűjtött az emberi tevékenységről. 1999-ben a WCS és a Természetvédelmi Világszövetség az UNESCO világörökség programjában egy hosszú távú, nagy léptékű felmérésbe kezdett. 2000-ben a jénai Max-Planck Intézet (MPI) az ICCN-nel karöltve állandó megfigyelőállomást hozott létre a bonobók tanulmányozására a park nyugati határán kívül, az Ipopétől 30 km-re eső Lui Kotal táborban. 2001-től kezdve az intézet és az LWRP együttműködött a Természetvédelmi Világszövetség programjában, és a Vadvédelmi Társasággal együtt 948 km-es szakaszt mértek fel 2003 júniusa és decembere között. A felmérés célja a parknak és környékének vadvilágára vonatkozó adatok és a természetvédelmet fenyegető okok szisztematikus és reprodukálható értékelése volt. Ezeket az adatokat az azonosított fajok eloszlásának és létszámának értékelésére használják, az emberek által használt utakkal és folyókkal, településekkel, az erdészet, bányászat és mezőgazdaság hatásával, vadászattal összefüggésben. 2003-ban a Lukuru Vadkutatási Projekt átlépte a park határait, célja az volt, hogy felmérje a déli körzet keleti és déli határain túl eső területeket, meghatározza a lázadók által elfoglalt részeket. Ezeket az adatokat (élőhelyek leírását, emberi tevékenységet, fényképeket, földrajzi adatokat) felvették az ICCN adatbázisába. 2003-ban a Max-Planck Intézet és a GTZ (Németország) műholdas képeket és légi fényképeket készített a park teljes területéről. Ezt a felmérést kétévente megismétlik. Az eszközök hiánya miatt a múltban csak az északi körzetben folyhatott tudományos kutatás. Újabban a ZSM kutatóállomást létesített a déli körzet északi részén Etatéban.

### A természetvédelem irányítása
A Milwaukee-Megyei Zoológiai Társaság – csakúgy, mint a Lukuru projekt a park déli részében - a park északi körzetében nyújtott segítséget az ICCN-nek; forrásokat biztosított az őrök fizetésére, képzésére, eszközökre és gyógyszerekre. Mind a ZSM mind az LWRP szétosztotta az UNESCO-tól kapott forrásokat. A ZSM egy orvvadászat elleni programot indított, melyben a folyami járőrözés, valamint a Yenge folyón felállított kábelakadályok bizonyultak hatékonynak. A park 1999-ben lerombolt központját helyreállították Angában, továbbá két új leszállópályát is kialakítottak Angában és Monkotóban. A ZSM és a Local Waterfront Revitalization Project (LWRP) aktívan közreműködik a Vadvédelmi Társaság terepi munkájában, a Max-Planck Intézet Lui-Kotalban folytatott kutatásában és a GTZ felméréseiben.
2002-ben mindegyik kutatóállomásra önálló irányítási tervet dolgoztak ki, majd 2003-ban a teljes parkra is. Napjainkban irányításmentes politikát követnek, abból a célból, hogy elkerüljék az ökológiai egyensúly nem várt megzavarását, valamint hogy lehetőség nyíljon az ökorendszerek természetes fejlődésére.

### Személyzet
1990-ben mindössze 150 vadőr volt az angai fővadőr irányítása alatt. Jelenleg hat helyszínen dolgozik az ICCN személyzete: az északi körzetben Watshi-Kengóban, Mondjokuban és Lomelában, a déli körzetben Monkotóban, Mundjában és Angában.